# 5-هيدروكسي ميثيل سايتوسين
5-هيدروكسي ميثيل سايتوسين هو قاعدة بيريميدين توجد في الدنا مشتقة من السايتوسين. وهو مهم في علم التخلق لأن مجموعة الهيدروكسي ميثيل على السايتوسين يمكن أن تفعِّل الجين أو تثبطه، تمت رؤيته أول مرة في العاثية سنة 1952 واكتُشف في 2009 وجوده بوفرة لدى الإنسان وأدمغة الفئران وكذلك في الخلايا الجذعية الجنينية. يمكن إنتاجه لدى الثدييات من خلال أكسدة 5-ميثيل سايتوسين وهي عملية تتم بواسطة الإنزيمات من العائلة تات، صيغته الجزيئية الكيميائية هي: C5H7N3O2.

## تواجده
يبدو أن كل خلية من خلايا الثدييات تحوي 5-هيدروكسي ميثيل سايتوسين لكن الكميات تختلف بشكل معتبر تبعا لنوع الخلية، فأعلى الكميات تتواجد في الخلايا العصبية للجهاز العصبي المركزي، تتزايد كمية الهيدروكسي ميثيل سايتوسين بتزايد العمر كما هو مبين في مخيخ وحصين الفئران.